# Neiyyur
Neiyyur là một thị xã panchayat của quận Kanniyakumari thuộc bang Tamil Nadu, Ấn Độ.

## Nhân khẩu
Theo điều tra dân số năm 2001 của Ấn Độ, Neiyyur có dân số 9479 người. Phái nam chiếm 49% tổng số dân và phái nữ chiếm 51%. Neiyyur có tỷ lệ 83% biết đọc biết viết, cao hơn tỷ lệ trung bình toàn quốc là 59,5%: tỷ lệ cho phái nam là 83%, và tỷ lệ cho phái nữ là 82%. Tại Neiyyur, 10% dân số nhỏ hơn 6 tuổi.